# Mặt phẳng tham chiếu

Định nghĩa của các tham số quỹ đạo, đặc biệt là độ nghiêng quỹ đạo và kinh độ điểm mọc, phụ thuộc lựa chọn mặt phẳng tham chiếu.

Trong cơ học thiên thể, mặt phẳng tham chiếu hay mặt phẳng quy chiếu là mặt phẳng x-y của hệ quy chiếu Đề-các x-y-z, trong đó các tham số quỹ đạo (đặc biệt là độ nghiêng quỹ đạo và kinh độ điểm mọc) được định nghĩa.
Trên mặt phẳng tham chiếu, trục x được xác định theo phương chỉ đến điểm xuân phân. Dựa vào trục này mà các góc, ví dụ kinh độ điểm mọc, được đo.

## Ví dụ
Lựa chọn cho mặt phẳng tham chiếu phụ thuộc vào thiên thể nghiên cứu:
- Mặt phẳng hoàng đạo hoặc mặt phẳng bất biến cho các hành tinh và các thiên thể khác trong Hệ Mặt Trời.
- Mặt phẳng xích đạo cho các vệ tinh nhân tạo quanh Trái Đất với bán trục lớn ngắn.
- Mặt phẳng Laplace địa phương cho các vệ tinh nhân tạo quanh Trái Đất với bán trục lớn dài.
- Mặt phẳng tiếp tuyến của thiên cầu cho các thiên thể ngoài Hệ Mặt Trời.